# Eberardo I di Berg
Eberardo I di Berg in tedesco: Eberhard I. von Berg-Altena (prima metà del secolo XII – 23 gennaio 1180) fu il primo conte della contea di Altena, nell'attuale Germania, dal 1160 alla sua morte.

## Origine
Eberardo era il figlio primogenito del secondo conte documentato della contea di Berg, Adolfo II, come ci viene confermato dal documento n° 401 del Chronica Comitum de Marka, e della sua seconda moglie, una nipote dell'arcivescovo di Colonia Federico I di Schwarzenburg, come conferma la Chronica Albrici Monachi Trium Fontium, e, che secondo le Europäische Stammtafeln XVIII, 2 e XVI 80a (non consultate), si chiamava Irmgarda ed era figlia di Engelberto di Schwarzenburg.

Secondo l'Annalista Saxo, Adolfo II di Berg (Adulfus iuniorem) era figlio del primo conte documentato della contea di Berg, Adolfo di Hövel (Huuili) e di Adelaide di Lauffen, figlia, sempre secondo l'Annalista Saxo, del conte Enrico di Lauffen e di Ida di Werl.

## Biografia
Eberardo lo si trova citato, per la prima volta, come testimone assieme al padre, Adolfo (ipse comes Adolphus, filius eius Euerhardus), nel documento n° 623 del Urkundenbuch für die Geschichte des Niederrheins, Volume 4, datato 1151/1153, inerente ad una donazione alla Chiesa di San Pantaleone (Colonia).
Suo padre, Adolfo II, compare per l'ultima volta come conte di Berg nel documento n° 401 del Urkundenbuch für die Geschichte des Niederrheins, Volume 1, datato 1160, (Adolfus comes de Monte) inerente ad una donazione alla chiesa di San Pancrazio di Colonia.
Suo padre, Adolfo II, secondo il Levold's von Northof Chronik der Grafen von der Mark, si ritirò a vivere nel monastero di Altenberg, dove morì e dove fu sepolto; secondo il memorial in Altenburg (non consultato), Adolfo II morì il 12 ottobre. Al momento di ritirarsi in monastero, Adolfo II divise la contea in due parti: tra i due figli della seconda moglie, Irmgarda di Schwarzenburg, a Eberardo toccò la contea di Altena, feudo dominato dal castello di Altena mentre al secondogenito Engelberto, andò la contea di Berg intorno al castello di Burg.
Eberardo viene documentato come conte di Altena, per la prima volta nel 1166, come da documento  n° 423 del Urkundenbuch für die Geschichte des Niederrheins, Volume 1 (Comes Euerardus de Altina).
In quello stesso anno, Eberardo fu testimone, assieme al figlio primogenito, Arnoldo (Comes Euerhardus de Altena et filius eius Arnoldus) dell'arcivescovo di Colonia, Rainaldo di Dassel, nel documento n° 57 del Urkundenbuch zur Landes- und Rechtsgeschichte des Herzogthums Westfalen (Arnsberg), Band I.
Grazie alla sua fedeltà all'imperatore Federico Barbarossa e agli arcivescovi di Colonia, Eberardo ed il fratello Engelberto riuscirono ad ampliare i loro possedimenti, come ci conferma anche Allgemeine Deutsche Biographie.

Il documento n° 423 del Urkundenbuch für die Geschichte des Niederrheins, Volume 1, datato 1166, lo accosta, assieme al fratello (Comes Euerardus de Altina et frater eius comes Engilbertus), all'arcivescovo Rainaldo di Dassel, fedelissimo del Barbarossa.

Il documento n° L del Zweiter Band, welcher Urkunden v. J. 800 - 1280, band II, datato 1170, ci conferma che Eberardo ebbe buoni rapporti anche col successore di Rainaldo, Philipp von Heinsberg, di cui, sempre assieme al fratello, Engelberto, fu testimone (Euerhardus comes Engelbertus frater eius).
Eberardo morì nel gennaio 1180, come ci viene ricordato dal Das Kloster Altenberg im Dhünthale : Von Montanus [Pseudonym für Vincenz von Zuccalmaglio]. Mit einer Ansicht von Altenberg von A. Weber (Everhardus de Alzena comes et hujus loci benefactor obiit decimo cal. Febr. MCLXXX).

A Eberardo succedettero il figlio primogenito, Arnoldo, assieme al fratello, Federico.

## Matrimonio e discendenza
Eberardo aveva sposato Adelaide di Amsberg, come viene confermato dalle Europäische Stammtafeln VI, 3 (non consultate), che ancora  secondo le Europäische Stammtafeln VIII, 37 (non consultate), era figlia del conte Goffredo di Amsberg e della moglie Ida di Amsberg.

Eberardo da Adelaide ebbe quattro figli: 
- Arnoldo (1166 †  1205[17]), conte di Altena, come da documento  n° 481 del Urkundenbuch für die Geschichte des Niederrheins, Volume 1 (Arnoldus et Fredericus comites de Alcena)[18];
- Federico (1173 †  1199[17]), conte di Altena, come da documento  n° 481 del Urkundenbuch für die Geschichte des Niederrheins, Volume 1 (Arnoldus et Fredericus comites de Alcena)[18];
- Adolfo (1166 circa †  1220), arcivescovo di Colonia, come ci conferma il Cæsarii Heisterbacensis Catalogus Archiepiscopum Coloniensium 94-1230[19];
- Oda ( †  1224), che aveva sposato il conte Simone I di Tecklenburg, come da documento n° 618 del Westfälisches Urkundenburch, Band VII[20].

### Fonti primarie
- (LA)  Urkundenbuch für die Geschichte des Niederrheins, Volume 1.
- (LA)  Urkundenbuch zur Landes- und Rechtsgeschichte des Herzogthums Westfalen, Volume 1.
- (LA)  Urkundenbuch für die Geschichte des Niederrheins, Volume 4.
- (LA)  Monumenta Germaniae Historica, tomus XXIII.
- (LA)  Monumenta Germaniae Historica, Scriptores rerum Germanicarum, Nova series, tomus VI.
- (LA)  Monumenta Germaniae Historica, tomus XXXVII, Annalista Saxo.
- (LA)  Zweiter Band, welcher Urkunden v. J. 800 - 1280, band II.
- (LA)  Fontes rerum Germanicarum, Volume 2.
- (LA)  Westfälisches Urkunden-Buch: Fortsetzung von Erhards Regesta historiae Westfaliae, Band VII.
- (LA)  Das Kloster Altenberg im Dhünthale : Von Montanus [Pseudonym für Vincenz von Zuccalmaglio]. Mit einer Ansicht von Altenberg von A. Weber.

### Letteratura storiografica
- (DE)  Eberhard I. (Graf von Altena und Mark), da Allgemeine Deutsche Biographie
- (LA)  (DE)  Levold's von Northof Chronik der Grafen von der Mark und der Erzbischöfe.